# بخش کارلسکوگا
بخش کارلسکوگا (به سوئدی: Karlskoga kommun) یک ناحیه شهری در سوئد است که در شهرستان اوربرو واقع شده‌است.

## خواهرخوانده
شهرهای Riihimäki، فردریکستاد، آلبورگ، وئاتون، ایلینوی، سانرمو، ناروا، اولاین و ایانگورود خواهرخوانده‌های بخش کارلسکوگا هستند.